# Albtrauf Donzdorf-Heubach
Das Gebiet Albtrauf Donzdorf-Heubach ist ein im Jahr 2005 durch das Regierungspräsidium Stuttgart nach der Richtlinie 92/43/EWG (Fauna-Flora-Habitat-Richtlinie) angemeldetes Schutzgebiet (Schutzgebietskennung DE-7224-342) im Osten des deutschen Bundeslandes Baden-Württemberg. Mit Verordnung des Regierungspräsidiums Stuttgart zur Festlegung der Gebiete von gemeinschaftlicher Bedeutung vom 30. Oktober 2018 (in Kraft getreten am 11. Januar 2019) wurde das Schutzgebiet ausgewiesen. 

## Lage
Das rund 2.530 Hektar (ha) große Schutzgebiet „Albtrauf Donzdorf-Heubach“ gehört zu den Naturräumen Albuch und Härtsfeld, Mittleres Albvorland und Östliches Albvorland. Seine acht Teilgebiete liegen auf einer durchschnittlichen Höhe von 567 m ü. NHN und erstrecken sich in zwei Landkreisen und sieben Kommunen:
- Landkreis Göppingen – 34 %
  - Donzdorf – 430,66 ha = 16 %
  - Gingen an der Fils – 25,33 ha = 1 %
  - Kuchen – 50,66 ha = 2 %
  - Lauterstein – 379,99 ha = 15 %
- Ostalbkreis – 66 %
  - Heubach – 582,65 ha = 23 %
  - Schwäbisch Gmünd – 531,99 ha = 21 %
  - Waldstetten – 557,32 = 22 %

## Beschreibung
Das Schutzgebiet „Albtrauf Donzdorf-Heubach“ wird als „im Oberjura gelegene Höhenzüge am Nordrand der Schwäbischen Alb mit ausgedehnten naturnahen Laubwäldern sowie Wacholderheiden und Felsformationen, 84 Höhlen sowie großflächigen Wiesen“ beschrieben.

## Schutzzweck
Wesentlicher Schutzzweck ist die Erhaltung einer Landschaft mit ausgedehnten Buchenwäldern, Wacholderheiden und Kalk-Magerrasen, Kalkfelsen und Kalk-Pionierrasen, mageren Flachland-Mähwiesen, Vorkommen von Großem Mausohr und Bechsteinfledermaus sowie einem stark zergliederten Bereich des Albtraufs mit rückseitiger Erosion.

## Lebensräume
Die Vielfalt von trockenen und feuchten Lebensraumtypen im Schutzgebiet wird unter anderem mit „Fließgewässer mit flutender Wasservegetation“, „Kalk-Magerrasen“, „artenreichen Borstgrasrasen“, „Schlucht- und Hangmischwäldern“ sowie „Orchideen-Buchenwäldern“ beschrieben.

### Lebensraumklassen
|                                                        |                                                        |  |      |      |
| Nichtwaldgebiete mit hölzernen Pflanzen, Gestrüpp usw. | Nichtwaldgebiete mit hölzernen Pflanzen, Gestrüpp usw. |  | 1 %  | 1 %  |
| Laubwald                                               | Laubwald                                               |  | 54 % | 54 % |
| Mischwald                                              | Mischwald                                              |  | 14 % | 14 % |
| Nadelwald                                              | Nadelwald                                              |  | 4 %  | 4 %  |
| Feuchtes und mesophiles Grünland                       | Feuchtes und mesophiles Grünland                       |  | 16 % | 16 % |
| Trockengelegtes Grünland                               | Trockengelegtes Grünland                               |  | 9 %  | 9 %  |
| Heide, Steppe, Trockenrasen                            | Heide, Steppe, Trockenrasen                            |  | 1 %  | 1 %  |
| Anderes Ackerland                                      | Anderes Ackerland                                      |  | 1 %  | 1 %  |
|                                                        |                                                        |  |      |      |

## Flora und Fauna

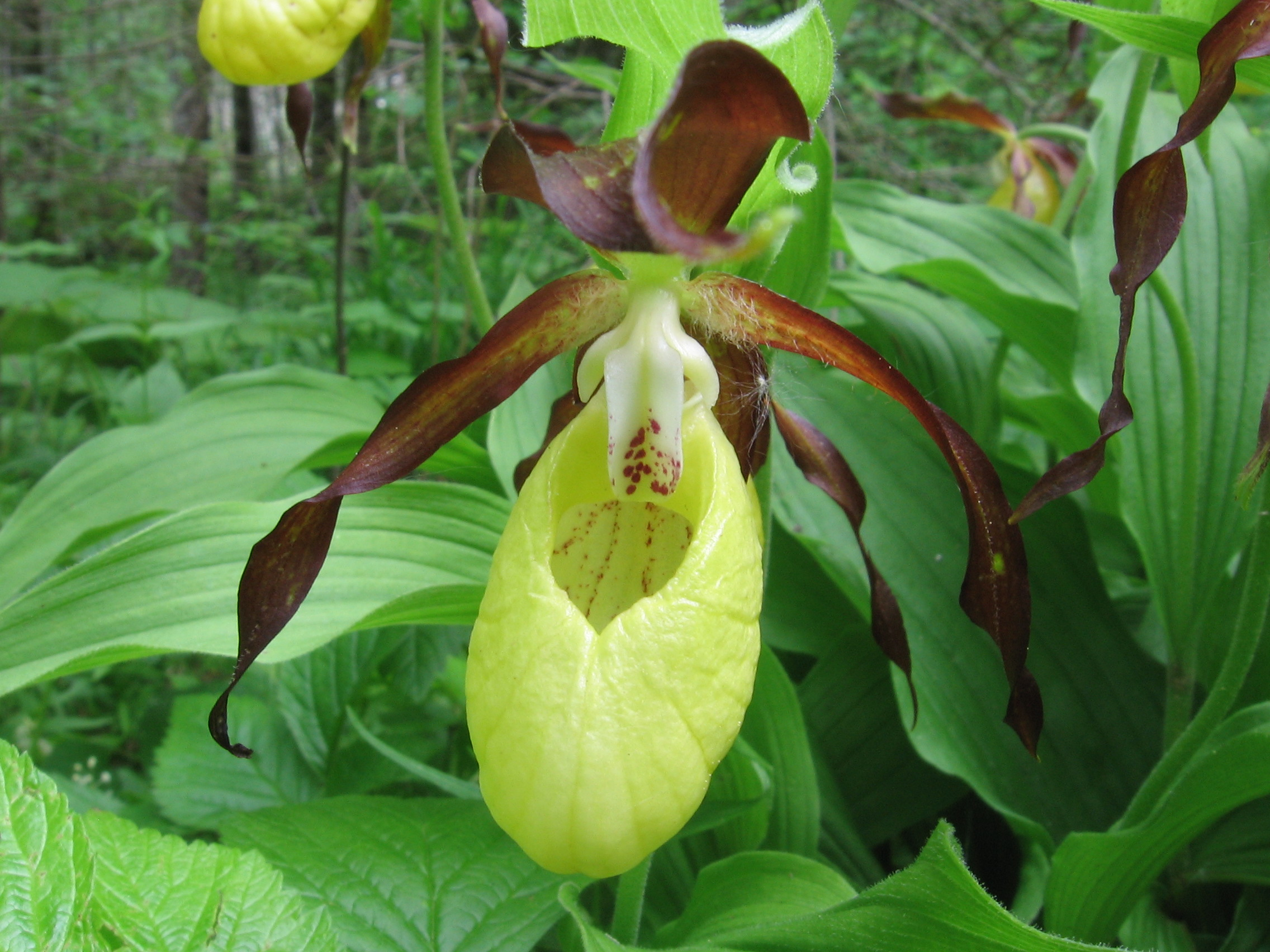
Gelber Frauenschuh

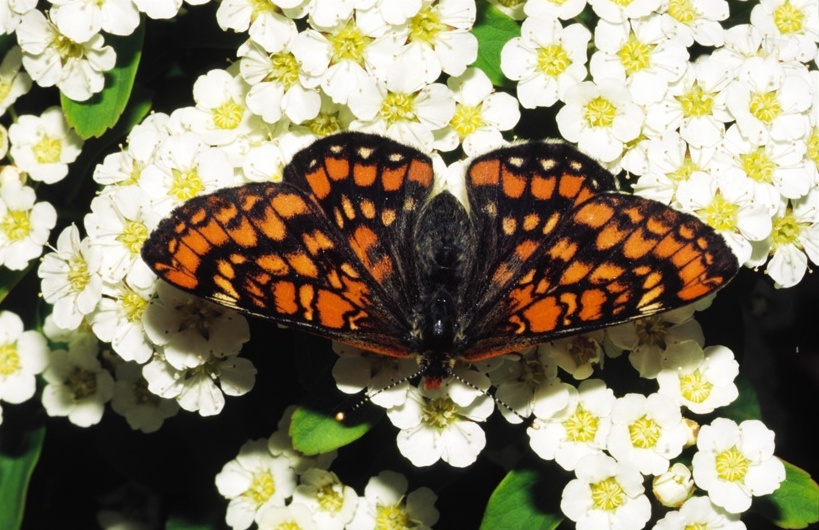
Maivogel

Folgende Arten, gemäß Artikel 4 der Richtlinie 2009/147/EG und Anhang II der Richtlinie 92/43/EWG beschrieben, sind zur Beurteilung des Gebiets von entsprechender Bedeutung:

### Flora
- Orchideen (Orchidaceae)
  - Gelber Frauenschuh (Cypripedium calceolus), 1996 und 2010 in Deutschland die „Orchidee des Jahres“

### Fauna
- Schmetterlinge (Lepidoptera)
  - Maivogel oder ‚Eschen-Scheckenfalter‘ (Euphydryas maturna)